# Euseius rubicolus
Euseius rubicolus är en spindeldjursart som först beskrevs av van der Merwe och Ryke 1964.  Euseius rubicolus ingår i släktet Euseius och familjen Phytoseiidae. Inga underarter finns listade i Catalogue of Life.